# Āzād Bon Maḩalleh
Āzād Bon Maḩalleh (persiska: آزاد بُن, Āzād Bon, آزاد بن محله) är en ort i Iran.   Den ligger i provinsen Mazandaran, i den norra delen av landet, 170 km nordost om huvudstaden Teheran. Antalet invånare är 622.
Terrängen runt Āzād Bon Maḩalleh är mycket platt, och sluttar norrut. Runt Āzād Bon Maḩalleh är det ganska tätbefolkat, med 111 invånare per kvadratkilometer. Närmaste större samhälle är Sari, 14,0 km sydost om Āzād Bon Maḩalleh. Trakten runt Āzād Bon Maḩalleh består till största delen av jordbruksmark.